# N357 (België)
De N357 is een gewestweg tussen de Belgische plaatsen Roeselare en Waregem. De weg heeft een totale lengte van ongeveer 29 kilometer en bevat in Roeselare en Waregem enkele stukken eenrichtingsverkeer.
De rest van de weg bestaat vooral uit twee rijstroken voor beide rijrichtingen samen.

## Plaatsen langs N357
- Roeselare
- Rumbeke
- Izegem
- Ingelmunster
- Oostrozebeke
- Wielsbeke
- Sint-Baafs-Vijve
- Sint-Eloois-Vijve
- Waregem